# Campionati tedeschi di slittino
I campionati tedeschi di slittino sono una competizione sportiva organizzata dalla Federazione Tedesca di bob, slittino e skeleton(Bob- und Schlittenverband für Deutschland) in cui si assegnano i titoli nazionali tedeschi nelle diverse specialità dello slittino. Si disputano con cadenza annuale dal 1912.
Tra il 1949 e il 1989 hanno assegnato esclusivamente i titoli di campioni tedeschi occidentali, in contrapposizione ai campionati tedeschi orientali, analoga manifestazione che si disputava nella DDR. In seguito alla riunificazione della Germania, il campionato è tornato ad essere unico.

## Albo d'oro

### Singolo uomini
| Anno | Luogo                        | Oro                                | Argento                          | Bronzo                             |
| ---- | ---------------------------- | ---------------------------------- | -------------------------------- | ---------------------------------- |
| 1912 | Ilmenau                      | Artur von Osterroth Germania       |                                  |                                    |
| 1913 | Oberaudorf                   | Hans Gfäller Austria               |                                  |                                    |
| 1914 | Bad Sachsa                   | Wilhelm Raupach Germania           |                                  |                                    |
| 1920 | Ilmenau                      | John Dewiel Svezia                 |                                  |                                    |
| 1921 | Schreiberhau                 | Wilhelm Adolf Germania             |                                  |                                    |
| 1922 | Braunlage                    | Rudolf Kauschka Germania           |                                  |                                    |
| 1923 | Krummhübel                   | Arthur Strasser Cecoslovacchia     |                                  |                                    |
| 1924 | Oybin                        | Heinrich Breiter Germania          |                                  |                                    |
| 1925 | Titisee                      | Willi Händler Germania             |                                  |                                    |
| 1926 | Titisee                      | Vinzenz Preiner Austria            |                                  |                                    |
| 1926 | Schreiberhau                 | Gustav Haase Germania              |                                  |                                    |
| 1927 | Hahnenklee                   | Willi Händler Germania             |                                  |                                    |
| 1927 | Schierke                     | Robert Liebig Germania             |                                  |                                    |
| 1928 | Friedrichroda                | Robert Liebig Germania             |                                  |                                    |
| 1928 | Schliersee                   | Kurt Wagner Germania               |                                  |                                    |
| 1929 | Krummhübel                   | Heinrich Breiter Germania          |                                  |                                    |
| 1929 | Oybin                        | Walter Feist Germania              |                                  |                                    |
| 1930 | Bad Harzburg                 | Martin Tietze Germania             |                                  |                                    |
| 1931 | Triberg im Schwarzwald       | Fritz Preissler Cecoslovacchia     |                                  |                                    |
| 1931 | Wiesbaden                    | Martin Tietze Germania             |                                  |                                    |
| 1932 | Bad Tölz                     | Walter Feist Germania              |                                  |                                    |
| 1932 | Schreiberhau                 | Kurt Weidner Germania              |                                  |                                    |
| 1933 | Schreiberhau                 | Kurt Weidner Germania              |                                  |                                    |
| 1934 | Krummhübel                   | Martin Tietze Germania             |                                  |                                    |
| 1935 | Schreiberhau                 | Fritz Preissler Cecoslovacchia     |                                  |                                    |
| 1937 | Oybin                        | Walter Kluge Germania              |                                  |                                    |
| 1938 | Brückenberg                  | Martin Tietze Germania             |                                  |                                    |
| 1940 | Reichenberg                  | Fritz Preissler Germania           |                                  |                                    |
| 1941 | Igls                         | Albert Kraus Germania              |                                  |                                    |
| 1949 | Garmisch-Partenkirchen       | Rudolf Maschke Germania Ovest      |                                  |                                    |
| 1950 | Garmisch-Partenkirchen       | Albert Kraus Germania Ovest        |                                  |                                    |
| 1951 | Hahnenklee                   | Albert Kraus Germania Ovest        |                                  |                                    |
| 1952 | Hahnenklee                   | Hans Meyer Germania Ovest          |                                  |                                    |
| 1953 | Schliersee                   | Fritz Nachmann Germania Ovest      |                                  |                                    |
| 1954 | Triberg im Schwarzwald       | Walter Feist Germania Est          |                                  |                                    |
| 1955 | Oberhof                      | Siegfried Jordan Germania Ovest    |                                  |                                    |
| 1956 | Hahnenklee                   | Josef Lenz Germania Ovest          |                                  |                                    |
| 1957 | Garmisch-Partenkirchen       | Fritz Nachmann Germania Ovest      |                                  |                                    |
| 1958 | Triberg im Schwarzwald       | Helmut Berndt Germania Ovest       |                                  |                                    |
| 1959 | Triberg im Schwarzwald       | Hans Plenk Germania Ovest          |                                  |                                    |
| 1960 | Garmisch-Partenkirchen       | Fritz Nachmann Germania Ovest      |                                  |                                    |
| 1961 | Schönau am Königssee         | Hans Plenk Germania Ovest          |                                  |                                    |
| 1962 | Schönau am Königssee         | Josef Lenz Germania Ovest          |                                  |                                    |
| 1963 | Hahnenklee                   | Hans Plenk Germania Ovest          |                                  |                                    |
| 1964 | Schönau am Königssee         | Hans Plenk Germania Ovest          |                                  |                                    |
| 1965 | Hahnenklee                   | Wolfgang Winkler Germania Ovest    |                                  |                                    |
| 1966 | Schönau am Königssee         | Leonhard Nagenrauft Germania Ovest |                                  |                                    |
| 1967 | Schönau am Königssee         | Leonhard Nagenrauft Germania Ovest |                                  |                                    |
| 1968 | Hahnenklee                   | Hans Plenk Germania Ovest          |                                  |                                    |
| 1969 | Schönau am Königssee         | Leonhard Nagenrauft Germania Ovest |                                  |                                    |
| 1970 | Hahnenklee                   | Hans Wimmer Germania Ovest         |                                  |                                    |
| 1971 | Schlehdorf                   | Josef Fendt Germania Ovest         |                                  |                                    |
| 1972 | Schönau am Königssee         | Josef Fendt Germania Ovest         |                                  |                                    |
| 1973 | Schlehdorf                   | Leonhard Nagenrauft Germania Ovest |                                  |                                    |
| 1974 | Schönau am Königssee         | Josef Fendt Germania Ovest         |                                  |                                    |
| 1975 | Schönau am Königssee         | Josef Fendt Germania Ovest         |                                  |                                    |
| 1976 | Schönau am Königssee         | Anton Winkler Germania Ovest       |                                  |                                    |
| 1977 | Schönau am Königssee         | Gerd Böhmer Germania Ovest         |                                  |                                    |
| 1978 | Schönau am Königssee         | Gerd Böhmer Germania Ovest         |                                  |                                    |
| 1979 | Schönau am Königssee         | Gerd Böhmer Germania Ovest         |                                  |                                    |
| 1980 | Schönau am Königssee         | Anton Winkler Germania Ovest       | Thomas Rzeznizok Germania Ovest  | Gerd Böhmer Germania Ovest         |
| 1981 | Winterberg                   | Thomas Rzeznizok Germania Ovest    |                                  |                                    |
| 1982 | Schönau am Königssee         | Johannes Schettel Germania Ovest   |                                  |                                    |
| 1983 | Winterberg                   | Johannes Schettel Germania Ovest   | Thomas Rzeznizok Germania Ovest  | Stefan Fischer Germania Ovest      |
| 1984 | Schönau am Königssee         | Thomas Rzeznizok Germania Ovest    |                                  |                                    |
| 1985 | Winterberg                   | Johannes Schettel Germania Ovest   | Thomas Rzeznizok Germania Ovest  | Stefan Fischer Germania Ovest      |
| 1986 | Schönau am Königssee         | Johannes Schettel Germania Ovest   | Georg Hackl Germania Ovest       | Max Burghartswieser Germania Ovest |
| 1987 | Winterberg                   | Georg Hackl Germania Ovest         | Johannes Schettel Germania Ovest | Norbert Rosenberger Germania Ovest |
| 1988 | Schönau am Königssee         | Georg Hackl Germania Ovest         | Johannes Schettel Germania Ovest | Thomas Schwab Germania Ovest       |
| 1989 | Winterberg                   | Georg Hackl Germania Ovest         | Johannes Schettel Germania Ovest | Max Burghartswieser Germania Ovest |
| 1990 | Winterberg                   | Georg Hackl Germania               | Johannes Schettel Germania       | Max Burghartswieser Germania       |
| 1991 | Schönau am Königssee         | Georg Hackl Germania               | René Friedl Germania             | Jens Müller Germania               |
| 1992 | Winterberg                   | Karsten Albert Germania            | Georg Hackl Germania             | René Friedl Germania               |
| 1993 | Oberhof                      | Jens Müller Germania               | René Friedl Germania             | Stefan Krauße Germania             |
| 1994 | Schönau am Königssee         | Georg Hackl Germania               | Jens Müller Germania             | René Friedl Germania               |
| 1995 | Winterberg                   | Georg Hackl Germania               | Jens Müller Germania             | Karsten Albert Germania            |
| 1996 | Altenberg                    | Georg Hackl Germania               | Jens Müller Germania             | Alexander Bau Germania             |
| 1997 | Winterberg                   | Georg Hackl Germania               | Jens Müller Germania             | Alexander Bau Germania             |
| 1998 | Oberhof                      | Jens Müller Germania               | Karsten Albert Germania          | Georg Hackl Germania               |
| 1999 | Schönau am Königssee         | Georg Hackl Germania               | Jens Müller Germania             | Robert Fegg Germania               |
| 2000 | Oberhof                      | Georg Hackl Germania               | Jens Müller Germania             | Jan-Armin Eichhorn Germania        |
| 2001 | Schönau am Königssee         | Georg Hackl Germania               | Robert Fegg Germania             | Denis Geppert Germania             |
| 2002 | Altenberg                    | Georg Hackl Germania               | Denis Geppert Germania           | Jan-Armin Eichhorn Germania        |
| 2003 | Winterberg                   | Georg Hackl Germania               | David Möller Germania            | Jan-Armin Eichhorn Germania        |
| 2004 | Oberhof                      | Jan-Armin Eichhorn Germania        | David Möller Germania            | Karsten Albert Germania            |
| 2005 | Oberhof/Schönau am Königssee | Georg Hackl Germania               | David Möller Germania            | Jan-Armin Eichhorn Germania        |
| 2006 | Oberhof                      | David Möller Germania              | Denis Geppert Germania           | Robert Eschrich Germania           |
| 2007 | Altenberg                    | David Möller Germania              | Denis Geppert Germania           | Jan-Armin Eichhorn Germania        |
| 2008 | Oberhof                      | David Möller Germania              | Jan-Armin Eichhorn Germania      | Felix Loch Germania                |
| 2009 | Schönau am Königssee         | Felix Loch Germania                | Andi Langenhan Germania          | David Möller Germania              |
| 2010 | Winterberg                   | Felix Loch Germania                | David Möller Germania            | Jan-Armin Eichhorn Germania        |
| 2011 | Oberhof                      | Jan-Armin Eichhorn Germania        | David Möller Germania            | Andi Langenhan Germania            |
| 2012 | Altenberg                    | Felix Loch Germania                | Jan-Armin Eichhorn Germania      | David Möller Germania              |
| 2013 | Schönau am Königssee         | David Möller Germania              | Andi Langenhan Germania          | Johannes Ludwig Germania           |
| 2014 | Winterberg                   | Felix Loch Germania                | David Möller Germania            | Julian von Schleinitz Germania     |
| 2015 | Oberhof                      | Andi Langenhan Germania            | Ralf Palik Germania              | Julian von Schleinitz Germania     |
| 2016 | Schönau am Königssee         | Felix Loch Germania                | Ralf Palik Germania              | Johannes Ludwig Germania           |
| 2017 | Altenberg                    | rassegna non disputata             | rassegna non disputata           | rassegna non disputata             |
| 2018 | Altenberg                    | Andi Langenhan Germania            | Johannes Ludwig Germania         | Felix Loch Germania                |
| 2019 | Winterberg                   | Felix Loch Germania                | Chris Eißler Germania            | Sebastian Bley Germania            |
| 2020 | Oberhof                      | Johannes Ludwig Germania           | Sebastian Bley Germania          | Felix Loch Germania                |
| 2021 | Schönau am Königssee         | Felix Loch Germania                | Johannes Ludwig Germania         | Max Langenhan Germania             |
| 2022 | Altenberg                    | Johannes Ludwig Germania           | Max Langenhan Germania           | Chris Eißler Germania              |
| 2023 | Oberhof                      | Felix Loch Germania                | Max Langenhan Germania           | Timon Grancagnolo Germania         |
| 2024 | Altenberg                    | Felix Loch Germania                | Max Langenhan Germania           | Timon Grancagnolo Germania         |
| 2025 | Winterberg                   | Felix Loch Germania                | David Nößler Germania            | Timon Grancagnolo Germania         |

### Singolo donne
| Anno | Luogo                        | Oro                                 | Argento                          | Bronzo                             |
| ---- | ---------------------------- | ----------------------------------- | -------------------------------- | ---------------------------------- |
| 1912 | Ilmenau                      | Dr. Wiesel Germania                 |                                  |                                    |
| 1913 | Oberaudorf                   | non disputato                       | non disputato                    | non disputato                      |
| 1914 | Bad Sachsa                   | non disputato                       | non disputato                    | non disputato                      |
| 1920 | Ilmenau                      | non disputato                       | non disputato                    | non disputato                      |
| 1921 | Schreiberhau                 | non disputato                       | non disputato                    | non disputato                      |
| 1922 | Braunlage                    | Ullrich Germania                    |                                  |                                    |
| 1923 | Krummhübel                   | Hilde Soukup Cecoslovacchia         |                                  |                                    |
| 1924 | Oybin                        | Hedwig Schmidt Germania             |                                  |                                    |
| 1925 | Titisee                      | Grete Kessler Austria               |                                  |                                    |
| 1926 | Titisee                      | Sofia Scherer Germania              |                                  |                                    |
| 1926 | Schreiberhau                 | Meta Hagemann Germania              |                                  |                                    |
| 1927 | Hahnenklee                   | Meta Hagemann Germania              |                                  |                                    |
| 1927 | Schierke                     | Meta Hagemann Germania              |                                  |                                    |
| 1928 | Friedrichroda                | Meta Hagemann Germania              |                                  |                                    |
| 1928 | Schliersee                   | Fanni Altensdorfer Germania         |                                  |                                    |
| 1929 | Krummhübel                   | Helene Hampel Germania              |                                  |                                    |
| 1929 | Oybin                        | Elli Winkler Germania               |                                  |                                    |
| 1930 | Bad Harzburg                 | Elli Winkler Germania               |                                  |                                    |
| 1931 | Triberg im Schwarzwald       | Elli Winkler Germania               |                                  |                                    |
| 1931 | Wiesbaden                    | Elli Winkler Germania               |                                  |                                    |
| 1932 | Bad Tölz                     | Liesl Antretter Germania            |                                  |                                    |
| 1933 | Schreiberhau                 | Milli Erben Germania                |                                  |                                    |
| 1934 | Krummhübel                   | Milli Erben Germania                |                                  |                                    |
| 1935 | Schreiberhau                 | Hanni Fink Cecoslovacchia           |                                  |                                    |
| 1937 | Oybin                        | Friedel Tietze Germania             |                                  |                                    |
| 1938 | Brückenberg                  | Friedel Tietze Germania             |                                  |                                    |
| 1940 | Reichenberg                  | Friedel Tietze Germania             |                                  |                                    |
| 1941 | Igls                         | Grete Haid Germania                 |                                  |                                    |
| 1949 | Garmisch-Partenkirchen       |                                     |                                  |                                    |
| 1950 | Garmisch-Partenkirchen       | Liesa Seewald Austria               |                                  |                                    |
| 1951 | Hahnenklee                   | Liesa Seewald Austria               |                                  |                                    |
| 1952 | Hahnenklee                   | Maria Isser Austria                 |                                  |                                    |
| 1953 | Schliersee                   | Minna Blüml Germania Ovest          |                                  |                                    |
| 1954 | Triberg im Schwarzwald       | Minna Blüml Germania Ovest          |                                  |                                    |
| 1955 | Oberhof                      | Lieselotte Vater Germania Est       |                                  |                                    |
| 1956 | Hahnenklee                   | Ursula Anhut Germania Est           |                                  |                                    |
| 1957 | Garmisch-Partenkirchen       | Maria Isser Austria                 |                                  |                                    |
| 1958 | Triberg im Schwarzwald       | Ellen Lemm Germania Ovest           |                                  |                                    |
| 1959 | Triberg im Schwarzwald       | Renate Reiter Germania Ovest        |                                  |                                    |
| 1960 | Garmisch-Partenkirchen       | Minna Blüml Germania Ovest          |                                  |                                    |
| 1961 | Schönau am Königssee         | Gertraud Beer Germania Ovest        |                                  |                                    |
| 1962 | Schönau am Königssee         | Gertraud Beer Germania Ovest        |                                  |                                    |
| 1963 | Hahnenklee                   | Lucie Hackelsperger Germania Ovest  |                                  |                                    |
| 1964 | Schönau am Königssee         | Minna Blüml Germania Ovest          |                                  |                                    |
| 1965 | Hahnenklee                   | Gertraud Beer Germania Ovest        |                                  |                                    |
| 1966 | Schönau am Königssee         | Christa Schmuck Germania Ovest      |                                  |                                    |
| 1967 | Schönau am Königssee         | Angelika Dünhaupt Germania Ovest    |                                  |                                    |
| 1968 | Hahnenklee                   | Christa Schmuck Germania Ovest      |                                  |                                    |
| 1969 | Schönau am Königssee         | Christa Schmuck Germania Ovest      |                                  |                                    |
| 1970 | Hahnenklee                   | Christa Schmuck Germania Ovest      |                                  |                                    |
| 1971 | Schlehdorf                   | Elisabeth Demleitner Germania Ovest |                                  |                                    |
| 1972 | Schönau am Königssee         | Elisabeth Demleitner Germania Ovest |                                  |                                    |
| 1973 | Schlehdorf                   | Elisabeth Demleitner Germania Ovest |                                  |                                    |
| 1974 | Schönau am Königssee         | Elisabeth Demleitner Germania Ovest |                                  |                                    |
| 1975 | Schönau am Königssee         | Elisabeth Demleitner Germania Ovest |                                  |                                    |
| 1976 | Schönau am Königssee         | Elisabeth Demleitner Germania Ovest |                                  |                                    |
| 1977 | Schönau am Königssee         | Andrea Fendt Germania Ovest         |                                  |                                    |
| 1978 | Schönau am Königssee         | Andrea Fendt Germania Ovest         |                                  |                                    |
| 1979 | Schönau am Königssee         | Andrea Fendt Germania Ovest         |                                  |                                    |
| 1980 | Schönau am Königssee         | Elke Djan Germania Ovest            | Amanda Pfeifer Germania Ovest    | Wittig Germania Ovest              |
| 1981 | Winterberg                   | Elke Djan Germania Ovest            |                                  |                                    |
| 1982 | Schönau am Königssee         | Constanze Zeitz Germania Ovest      |                                  |                                    |
| 1983 | Winterberg                   | Constanze Zeitz Germania Ovest      | Elke Djan Germania Ovest         | Veronika Verheyen Germania Ovest   |
| 1984 | Schönau am Königssee         | Andrea Hatle Germania Ovest         |                                  |                                    |
| 1985 | Winterberg                   | Andrea Hatle Germania Ovest         | Veronika Verheyen Germania Ovest | Bianca Schneider Germania Ovest    |
| 1986 | Schönau am Königssee         | Veronika Bilgeri Germania Ovest     | Kerstin Langkopf Germania Ovest  | Ursula Frunske Germania Ovest      |
| 1987 | Winterberg                   | Veronika Bilgeri Germania Ovest     | Kerstin Langkopf Germania Ovest  | Bianca Schneider Germania Ovest    |
| 1988 | Schönau am Königssee         | Veronika Bilgeri Germania Ovest     | Bianca Schneider Germania Ovest  | Helga Krimplstötter Germania Ovest |
| 1989 | Winterberg                   | Kerstin Langkopf Germania Ovest     | Margit Paar Germania Ovest       | Bianca Schneider Germania Ovest    |
| 1990 | Winterberg                   | Jana Bode Germania                  | Kerstin Langkopf Germania        | Margit Paar Germania               |
| 1991 | Schönau am Königssee         | Jana Bode Germania                  | Gabriele Kohlisch Germania       | Silke Kraushaar Germania           |
| 1992 | Winterberg                   | Gabriele Kohlisch Germania          | Susi Erdmann Germania            | Sylke Otto Germania                |
| 1993 | Oberhof                      | Gabriele Kohlisch Germania          | Sylke Otto Germania              | Silke Kraushaar Germania           |
| 1994 | Schönau am Königssee         | Jana Bode Germania                  | Susi Erdmann Germania            | Gabriele Kohlisch Germania         |
| 1995 | Winterberg                   | Gabriele Kohlisch Germania          | Sylke Otto Germania              | Sandra Prokoff Germania            |
| 1996 | Altenberg                    | Jana Bode Germania                  | Silke Kraushaar Germania         | Susi Erdmann Germania              |
| 1997 | Winterberg                   | Susi Erdmann Germania               | Jana Bode Germania               | Silke Kraushaar Germania           |
| 1998 | Oberhof                      | Silke Kraushaar Germania            | Jana Bode Germania               | Susi Erdmann Germania              |
| 1999 | Schönau am Königssee         | Barbara Niedernhuber Germania       | Sylke Otto Germania              | Silke Kraushaar Germania           |
| 2000 | Oberhof                      | Silke Kraushaar Germania            | Sylke Otto Germania              | Gabriele Bender Germania           |
| 2001 | Schönau am Königssee         | Silke Kraushaar Germania            | Barbara Niedernhuber Germania    | Sonja Wiedemann Germania           |
| 2002 | Altenberg                    | Silke Kraushaar Germania            | Sylke Otto Germania              | Anke Wischnewski Germania          |
| 2003 | Winterberg                   | Sylke Otto Germania                 | Silke Kraushaar Germania         | Barbara Niedernhuber Germania      |
| 2004 | Oberhof                      | Silke Kraushaar Germania            | Tatjana Hüfner Germania          | Sylke Otto Germania                |
| 2005 | Oberhof/Schönau am Königssee | Silke Kraushaar Germania            | Barbara Niedernhuber Germania    | Anja Eberhardt Germania            |
| 2006 | Oberhof                      | Sylke Otto Germania                 | Silke Kraushaar Germania         | Barbara Niedernhuber Germania      |
| 2007 | Altenberg                    | Sylke Otto Germania                 | Tatjana Hüfner Germania          | Silke Kraushaar-Pielach Germania   |
| 2008 | Oberhof                      | Natalie Geisenberger Germania       | Silke Kraushaar-Pielach Germania | Tatjana Hüfner Germania            |
| 2009 | Schönau am Königssee         | Tatjana Hüfner Germania             | Natalie Geisenberger Germania    | Stefanie Sieger Germania           |
| 2010 | Winterberg                   | Anke Wischnewski Germania           | Natalie Geisenberger Germania    | Tatjana Hüfner Germania            |
| 2011 | Oberhof                      | Natalie Geisenberger Germania       | Tatjana Hüfner Germania          | Anke Wischnewski Germania          |
| 2012 | Altenberg                    | Tatjana Hüfner Germania             | Carina Schwab Germania           | Dajana Eitberger Germania          |
| 2013 | Schönau am Königssee         | Natalie Geisenberger Germania       | Anke Wischnewski Germania        | Aileen Frisch Germania             |
| 2014 | Winterberg                   | Tatjana Hüfner Germania             | Anke Wischnewski Germania        | Dajana Eitberger Germania          |
| 2015 | Oberhof                      | Tatjana Hüfner Germania             | Natalie Geisenberger Germania    | Dajana Eitberger Germania          |
| 2016 | Schönau am Königssee         | Natalie Geisenberger Germania       | Tatjana Hüfner Germania          | Lisa Völker Germania               |
| 2017 | Altenberg                    | rassegna non disputata              | rassegna non disputata           | rassegna non disputata             |
| 2018 | Altenberg                    | Natalie Geisenberger Germania       | Jessica Tiebel Germania          | Dajana Eitberger Germania          |
| 2019 | Winterberg                   | Natalie Geisenberger Germania       | Tatjana Hüfner Germania          | Julia Taubitz Germania             |
| 2020 | Oberhof                      | Julia Taubitz Germania              | Anna Berreiter Germania          | Jessica Tiebel Germania            |
| 2021 | Schönau am Königssee         | Natalie Geisenberger Germania       | Julia Taubitz Germania           | Dajana Eitberger Germania          |
| 2022 | Altenberg                    | Julia Taubitz Germania              | Anna Berreiter Germania          | Jessica Degenhardt Germania        |
| 2023 | Oberhof                      | Anna Berreiter Germania             | Julia Taubitz Germania           | Cheyenne Rosenthal Germania        |
| 2024 | Altenberg                    | Anna Berreiter Germania             | Melina Fischer Germania          | Alina Bräutigam Germania           |
| 2025 | Winterberg                   | Anna Berreiter Germania             | Merle Fräbel Germania            | Anka Jänicke Germania              |

### Doppio
| Anno | Luogo                        | Oro                                                          | Argento                                            | Bronzo                                             |
| ---- | ---------------------------- | ------------------------------------------------------------ | -------------------------------------------------- | -------------------------------------------------- |
| 1912 | Ilmenau                      | Dr. Artur von Osterroth Steinmann Germania                   |                                                    |                                                    |
| 1922 | Braunlage                    | Ferdinand Langer Theodor Potyka Austria                      |                                                    |                                                    |
| 1923 | Krummhübel                   | Berthold Posselt Richard Simm Cecoslovacchia                 |                                                    |                                                    |
| 1924 | Oybin                        | Fritz Posselt Hans Lorenz Cecoslovacchia                     |                                                    |                                                    |
| 1925 | Titisee                      | Willi Händler Robert Liebig Germania                         |                                                    |                                                    |
| 1926 | Titisee                      | Felicitas Hansch Fritz Scheuch Germania                      |                                                    |                                                    |
| 1926 | Schreiberhau                 | Willi Händler Gustav Haase Germania                          |                                                    |                                                    |
| 1927 | Hahnenklee                   | Willi Händler Gustav Haase Germania                          |                                                    |                                                    |
| 1927 | Schierke                     | Walter Feist Richard Feist Germania                          |                                                    |                                                    |
| 1928 | Friedrichroda                | Ferdinand Langer Theodor Potyka Germania                     |                                                    |                                                    |
| 1928 | Schliersee                   | Johann Rosenbusch Senior Johann Rosenbusch Junior Germania   |                                                    |                                                    |
| 1929 | Krummhübel                   | Alfred Posselt Fritz Posselt Cecoslovacchia                  |                                                    |                                                    |
| 1929 | Oybin                        | Walter Feist Richard Feist Germania                          |                                                    |                                                    |
| 1930 | Bad Harzburg                 | Martin Tietze Kurt Weidner Germania                          |                                                    |                                                    |
| 1931 | Triberg im Schwarzwald       | Fritz Posselt Josef Kopal Cecoslovacchia                     |                                                    |                                                    |
| 1931 | Wiesbaden                    | Martin Tietze Kurt Weidner Germania                          |                                                    |                                                    |
| 1932 | Bad Tölz                     | Ferdinand Langer Theodor Potyka Germania                     |                                                    |                                                    |
| 1932 | Schreiberhau                 | Ferdinand Langer Theodor Potyka Germania                     |                                                    |                                                    |
| 1933 | Schreiberhau                 | Walter Feist Richard Feist Germania                          |                                                    |                                                    |
| 1934 | Krummhübel                   | Heinrich Breiter Willi Händler Germania                      |                                                    |                                                    |
| 1935 | Schreiberhau                 | Martin Tietze Willi Händler Germania                         |                                                    |                                                    |
| 1937 | Oybin                        | Walter Feist Walter Kluge Germania                           |                                                    |                                                    |
| 1938 | Brückenberg                  | Martin Tietze Kurt Weidner Germania                          |                                                    |                                                    |
| 1940 | Reichenberg                  | Rudolf Maschke Erhard Grundmann Germania                     |                                                    |                                                    |
| 1941 | Igls                         | Rudolf Maschke Erhard Grundmann Germania                     |                                                    |                                                    |
| 1949 | Garmisch-Partenkirchen       | Rudolf Maschke Albert Kraus Germania Ovest                   |                                                    |                                                    |
| 1950 | Garmisch-Partenkirchen       | Paul Aste Heinrich Isser Austria                             |                                                    |                                                    |
| 1951 | Hahnenklee                   | Albert Kraus Kurt Weidner Germania Ovest                     |                                                    |                                                    |
| 1952 | Hahnenklee                   | Hans Kraußner Luis Schlögl Austria                           |                                                    |                                                    |
| 1953 | Schliersee                   | Hans Kraußner Maria Isser Austria                            |                                                    |                                                    |
| 1954 | Triberg im Schwarzwald       | Josef Mayr Kurt Estner Germania Ovest                        |                                                    |                                                    |
| 1955 | Oberhof                      | Walter Feist Hermann Ohlendorf Germania Est                  |                                                    |                                                    |
| 1956 | Hahnenklee                   | Josef Mayr Lenz Raischel Germania Ovest                      |                                                    |                                                    |
| 1957 | Garmisch-Partenkirchen       | Josef Mayr Lenz Raischel Germania Ovest                      |                                                    |                                                    |
| 1958 | Triberg im Schwarzwald       | Horst Tiedge Helga Müller Germania Ovest                     |                                                    |                                                    |
| 1959 | Triberg im Schwarzwald       | Josef Lenz Nepomuk Beer Germania Ovest                       |                                                    |                                                    |
| 1960 | Garmisch-Partenkirchen       | Fritz Nachmann Josef Strillinger Germania Ovest              |                                                    |                                                    |
| 1961 | Schönau am Königssee         | Wolfgang Winkler Leonhard Eham Germania Ovest                |                                                    |                                                    |
| 1962 | Schönau am Königssee         | Josef Fleischmann Josef Hasenkopf Germania Ovest             |                                                    |                                                    |
| 1963 | Hahnenklee                   | Josef Lenz Josef Fleischmann Germania Ovest                  |                                                    |                                                    |
| 1964 | Schönau am Königssee         | Wolfgang Winkler Hans Plenk Germania Ovest                   |                                                    |                                                    |
| 1965 | Hahnenklee                   | Hans Plenk Josef Hasenkopf Germania Ovest                    |                                                    |                                                    |
| 1966 | Schönau am Königssee         | Wolfgang Winkler Fritz Nachmann Germania Ovest               |                                                    |                                                    |
| 1967 | Schönau am Königssee         | Wolfgang Winkler Fritz Nachmann Germania Ovest               |                                                    |                                                    |
| 1968 | Hahnenklee                   | Hans Plenk Bernhard Aschauer Germania Ovest                  |                                                    |                                                    |
| 1969 | Schönau am Königssee         | Leonhard Nagenrauft Hans Wimmer (slittinista) Germania Ovest |                                                    |                                                    |
| 1970 | Hahnenklee                   | Martin Köck Albert Ertelt Germania Ovest                     |                                                    |                                                    |
| 1971 | Schlehdorf                   | Hans Brandner Balthasar Schwarm Germania Ovest               |                                                    |                                                    |
| 1972 | Schönau am Königssee         | Hans Brandner Balthasar Schwarm Germania Ovest               |                                                    |                                                    |
| 1973 | Schlehdorf                   | Hans Brandner Balthasar Schwarm Germania Ovest               |                                                    |                                                    |
| 1974 | Schönau am Königssee         | Peter Reichenwallner Rudolf Größwang Germania Ovest          |                                                    |                                                    |
| 1975 | Schönau am Königssee         | Hans Brandner Balthasar Schwarm Germania Ovest               |                                                    |                                                    |
| 1976 | Schönau am Königssee         | Hans Brandner Balthasar Schwarm Germania Ovest               |                                                    |                                                    |
| 1977 | Schönau am Königssee         | Hans Brandner Balthasar Schwarm Germania Ovest               |                                                    |                                                    |
| 1978 | Schönau am Königssee         | Stefan Hölzlwimmer Rudolf Größwang Germania Ovest            |                                                    |                                                    |
| 1979 | Schönau am Königssee         | Hans Brandner Balthasar Schwarm Germania Ovest               |                                                    |                                                    |
| 1980 | Schönau am Königssee         | Hans Brandner Balthasar Schwarm Germania Ovest               | Anton Winkler Anton Wembacher Germania Ovest       | Hans Stangassinger Franz Wembacher Germania Ovest  |
| 1981 | Winterberg                   | Hans Stangassinger Franz Wembacher Germania Ovest            |                                                    |                                                    |
| 1982 | Schönau am Königssee         | Hans Stangassinger Franz Wembacher Germania Ovest            |                                                    |                                                    |
| 1983 | Winterberg                   | Johannes Schettel Wolfgang Staudinger Germania Ovest         | Hans Stangassinger Franz Wembacher Germania Ovest  | Stefan Fischer Max Burghartswieser Germania Ovest  |
| 1984 | Schönau am Königssee         | Hans Stangassinger Franz Wembacher Germania Ovest            |                                                    |                                                    |
| 1985 | Winterberg                   | Stefan Fischer Max Burghartswieser Germania Ovest            | Pfaffe Schinner Germania Ovest                     | Thomas Schwab Wolfgang Staudinger Germania Ovest   |
| 1986 | Schönau am Königssee         | Stefan Ilsanker Georg Hackl Germania Ovest                   | Thomas Schwab Wolfgang Staudinger Germania Ovest   | Uwe Reindl Max Burghartswieser Germania Ovest      |
| 1987 | Winterberg                   | Stefan Ilsanker Georg Hackl Germania Ovest                   | Hermann Müller Daniel Schubert Germania Ovest      | Uwe Reindl Max Burghartswieser Germania Ovest      |
| 1988 | Schönau am Königssee         | Thomas Schwab Wolfgang Staudinger Germania Ovest             | Norbert Rosenberger Rudolf Größwang Germania Ovest | Jörg Buck Christoph Masters Germania Ovest         |
| 1989 | Winterberg                   | Stefan Ilsanker Georg Hackl Germania Ovest                   | Thomas Schwab Wolfgang Staudinger Germania Ovest   | Norbert Rosenberger Daniel Schubert Germania Ovest |
| 1990 | Winterberg                   | Stefan Ilsanker Georg Hackl Germania Ovest                   | Norbert Rosenberger Daniel Schubert Germania       | Mario Langenhan Rudolf Größwang Germania           |
| 1991 | Schönau am Königssee         | Stefan Krauße Jan Behrendt Germania                          | Jörg Hoffmann Rudolf Maschke Germania              | Frank-Peter Barnekow Sandro Zettl Germania         |
| 1992 | Winterberg                   | Stefan Krauße Jan Behrendt Germania                          | Norbert Rosenberger Rudolf Größwang Germania       | Frank-Peter Barnekow Sandro Zettl Germania         |
| 1993 | Oberhof                      | Steffen Skel Steffen Wöller Germania                         | Stefan Krauße Jan Behrendt Germania                | Mike Paulin Karsten Lindner Germania               |
| 1994 | Schönau am Königssee         | Yves Mankel Thomas Rudolph Germania                          | Stefan Krauße Jan Behrendt Germania                | Steffen Skel Steffen Wöller Germania               |
| 1995 | Winterberg                   | Stefan Krauße Jan Behrendt Germania                          | Steffen Skel Steffen Wöller Germania               | Yves Mankel Thomas Rudolph Germania                |
| 1996 | Altenberg                    | Yves Mankel Thomas Rudolph Germania                          | Steffen Skel Steffen Wöller Germania               | Frank-Peter Barnekow Sandro Zettl Germania         |
| 1997 | Winterberg                   | Stefan Krauße Jan Behrendt Germania                          | Steffen Skel Steffen Wöller Germania               | Patric Leitner Thorsten Ludewig Germania           |
| 1998 | Oberhof                      | Stefan Krauße Jan Behrendt Germania                          | André Florschütz Torsten Wustlich Germania         | Steffen Skel Steffen Wöller Germania               |
| 1999 | Schönau am Königssee         | Patric Leitner Alexander Resch Germania                      | Steffen Skel Steffen Wöller Germania               | André Florschütz Torsten Wustlich Germania         |
| 2000 | Oberhof                      | Steffen Skel Steffen Wöller Germania                         | Sebastian Schmidt André Forker Germania            | Maik Sachse Nico Zink Germania                     |
| 2001 | Schönau am Königssee         | André Florschütz Torsten Wustlich Germania                   | Sebastian Schmidt André Forker Germania            | Steffen Reuter Denis Knössel Germania              |
| 2002 | Altenberg                    | Sebastian Schmidt André Forker Germania                      | André Florschütz Torsten Wustlich Germania         | Steffen Skel Steffen Wöller Germania               |
| 2003 | Winterberg                   | Patric Leitner Alexander Resch Germania                      | André Florschütz Torsten Wustlich Germania         | Sebastian Schmidt André Forker Germania            |
| 2004 | Oberhof                      | Steffen Skel Steffen Wöller Germania                         | André Florschütz Torsten Wustlich Germania         | Patric Leitner Alexander Resch Germania            |
| 2005 | Oberhof/Schönau am Königssee | André Florschütz Torsten Wustlich Germania                   | Marcel Lorenz Christian Baude Germania             | Tobias Wendl Tobias Arlt Germania                  |
| 2006 | Oberhof                      | Sebastian Schmidt André Forker Germania                      | Patric Leitner Alexander Resch Germania            | André Florschütz Torsten Wustlich Germania         |
| 2007 | Altenberg                    | Patric Leitner Alexander Resch Germania                      | Sebastian Schmidt André Forker Germania            | Tobias Wendl Tobias Arlt Germania                  |
| 2008 | Oberhof                      | Patric Leitner Alexander Resch Germania                      | André Florschütz Torsten Wustlich Germania         | Tobias Wendl Tobias Arlt Germania                  |
| 2009 | Schönau am Königssee         | Patric Leitner Alexander Resch Germania                      | André Florschütz Torsten Wustlich Germania         | Toni Eggert Marcel Oster Germania                  |
| 2010 | Winterberg                   | André Florschütz Torsten Wustlich Germania                   | Tobias Wendl Tobias Arlt Germania                  | Ronny Pietrasik Christian Weise Germania           |
| 2011 | Oberhof                      | Tobias Wendl Tobias Arlt Germania                            | Toni Eggert Sascha Benecken Germania               | Ronny Pietrasik Christian Weise Germania           |
| 2012 | Altenberg                    | Tobias Wendl Tobias Arlt Germania                            | Toni Eggert Sascha Benecken Germania               | Ronny Pietrasik Christian Weise Germania           |
| 2013 | Schönau am Königssee         | Tobias Wendl Tobias Arlt Germania                            | Toni Eggert Sascha Benecken Germania               | Daniel Rothamel Toni Förtsch Germania              |
| 2014 | Winterberg                   | Toni Eggert Sascha Benecken Germania                         | Daniel Rothamel Toni Förtsch Germania>             | Robin Geueke David Gamm Germania                   |
| 2015 | Oberhof                      | Toni Eggert Sascha Benecken Germania                         | Tobias Wendl Tobias Arlt Germania                  | Nico Grüßner Chris Rohmeiß Germania                |
| 2016 | Schönau am Königssee         | Tobias Wendl Tobias Arlt Germania                            | Toni Eggert Sascha Benecken Germania               | Robin Geueke David Gamm Germania                   |
| 2017 | Altenberg                    | rassegna non disputata                                       | rassegna non disputata                             | rassegna non disputata                             |
| 2018 | Altenberg                    | Toni Eggert Sascha Benecken Germania                         | Tobias Wendl Tobias Arlt Germania                  | Robin Geueke David Gamm Germania                   |
| 2019 | Winterberg                   | Robin Geueke David Gamm Germania                             | Tobias Wendl Tobias Arlt Germania                  | Florian Löffler Florian Berkes Germania            |
| 2020 | Oberhof                      | Toni Eggert Sascha Benecken Germania                         | Tobias Wendl Tobias Arlt Germania                  | Robin Geueke David Gamm Germania                   |
| 2021 | Schönau am Königssee         | Tobias Wendl Tobias Arlt Germania                            | Toni Eggert Sascha Benecken Germania               | Robin Geueke David Gamm Germania                   |
| 2022 | Altenberg                    | Toni Eggert Sascha Benecken Germania                         | Tobias Wendl Tobias Arlt Germania                  | Robin Geueke David Gamm Germania                   |

### Doppio uomini
| Anno | Luogo      | Oro                                    | Argento                                | Bronzo                                 |
| ---- | ---------- | -------------------------------------- | -------------------------------------- | -------------------------------------- |
| 2023 | Oberhof    | Tobias Wendl Tobias Arlt Germania      | Toni Eggert Sascha Benecken Germania   | Hannes Orlamünder Paul Gubitz Germania |
| 2024 | Altenberg  | Hannes Orlamünder Paul Gubitz Germania | Tobias Wendl Tobias Arlt Germania      | Moritz Jäger Valentin Steudte Germania |
| 2025 | Winterberg | Tobias Wendl Tobias Arlt Germania      | Hannes Orlamünder Paul Gubitz Germania | Toni Eggert Florian Müller Germania    |

### Doppio donne
| Anno | Luogo      | Oro                                            | Argento                                       | Bronzo                                    |
| ---- | ---------- | ---------------------------------------------- | --------------------------------------------- | ----------------------------------------- |
| 2023 | Oberhof    | Jessica Degenhardt Cheyenne Rosenthal Germania | Elisa-Marie Storch Elia Reitmeier Germania    | —                                         |
| 2024 | Altenberg  | Jessica Degenhardt Cheyenne Rosenthal Germania | Elisa-Marie Storch Pauline Patz Germania      | Dajana Eitberger Saskia Schirmer Germania |
| 2025 | Winterberg | Jessica Degenhardt Cheyenne Rosenthal Germania | Dajana Eitberger Magdalena Matschina Germania | Elisa-Marie Storch Pauline Patz Germania  |

### Gara a squadre
| Anno | Luogo                | Oro | Argento | Bronzo |
| ---- | -------------------- | --- | --- | --- |
| 2012 | Altenberg            | Germania Natalie Geisenberger Felix Loch Tobias Wendl / Tobias Arlt                                        | Germania Tatjana Hüfner David Möller Toni Eggert / Sascha Benecken                                         | Germania Anke Wischnewski Ralf Palik Ronny Pietrasik / Christian Weise                                        |
| 2013 | Schönau am Königssee | Germania Natalie Geisenberger Julian von Schleinitz Tobias Wendl / Tobias Arlt                             | Germania Anke Wischnewski Ralf Palik Julius Löffler / Florian Küchler                                      | Germania Dajana Eitberger David Möller Toni Eggert / Sascha Benecken                                          |
| 2014 | Winterberg           | Germania Tatjana Hüfner Felix Loch Toni Eggert / Sascha Benecken                                           | Germania Dajana Eitberger Julian von Schleinitz Robin Geueke / David Gamm                                  | Germania Saskia Langer Ralf Palik Tim Brendel / Florian Funk                                                  |
| 2015 | Oberhof              | gara non disputata                                                                                         | gara non disputata                                                                                         | gara non disputata                                                                                            |
| 2016 | Schönau am Königssee | Germania Natalie Geisenberger Felix Loch Tobias Wendl / Tobias Arlt                                        | Germania Tatjana Hüfner Ralf Palik Toni Eggert / Sascha Benecken                                           | Germania Lisa Völker Johannes Ludwig Robin Geueke / David Gamm                                                |
| 2017 | Altenberg            | rassegna non disputata                                                                                     | rassegna non disputata                                                                                     | rassegna non disputata                                                                                        |
| 2018 | Altenberg            | Germania Natalie Geisenberger Felix Loch Tobias Wendl / Tobias Arlt                                        | Germania Jessica Tiebel Ralf Palik Nico Semmler / Johannes Pfeiffer                                        | Germania Tatjana Hüfner Sebastian Bley Florian Löffler / Florian Berkes                                       |
| 2019 | Winterberg           | Germania Natalie Geisenberger Felix Loch Tobias Wendl / Tobias Arlt                                        | Germania Cheyenne Rosenthal Christian Paffe Robin Geueke / David Gamm                                      | Germania Dajana Eitberger Johannes Ludwig Florian Löffler / Florian Berkes                                    |
| 2020 | Oberhof              | Germania Julia Taubitz Sebastian Bley Toni Eggert / Sascha Benecken                                        | Germania Jessica Tiebel Moritz Bollmann Hannes Orlamünder / Paul Gubitz                                    | — |
| 2021 | Schönau am Königssee | Germania Natalie Geisenberger Felix Loch Tobias Wendl / Tobias Arlt                                        | Germania Julia Taubitz Johannes Ludwig Hannes Orlamünder / Paul Gubitz                                     | Germania Cheyenne Rosenthal Chris Eißler Robin Geueke / David Gamm                                            |
| 2022 | Altenberg            | Germania Julia Taubitz Johannes Ludwig Toni Eggert / Sascha Benecken                                       | Germania Jessica Degenhardt Moritz Bollmann Hannes Orlamünder / Paul Gubitz                                | Germania Cheyenne Rosenthal Max Langenhan Robin Geueke / David Gamm                                           |
| 2023 | Oberhof              | Germania Dajana Eitberger Felix Loch Tobias Wendl / Tobias Arlt                                            | Germania Julia Taubitz Max Langenhan Toni Eggert / Sascha Benecken                                         | Germania Anna Berreiter Sebastian Bley Hannes Orlamünder / Paul Gubitz                                        |
| 2024 | Altenberg            | Germania Anna Berreiter Hannes Orlamünder / Paul Gubitz Felix Loch Jessica Degenhardt / Cheyenne Rosenthal | Germania Melina Fischer Tobias Wendl / Tobias Arlt Max Langenhan Elisa-Marie Storch / Pauline Patz         | Germania Alina Bräutigam Moritz Jäger / Valentin Steudte Timon Grancagnolo Dajana Eitberger / Saskia Schirmer |
| 2025 | Winterberg           | Germania Anna Berreiter Tobias Wendl / Tobias Arlt Felix Loch Jessica Degenhardt / Cheyenne Rosenthal      | Germania Merle Fräbel Hannes Orlamünder / Paul Gubitz Max Langenhan Dajana Eitberger / Magdalena Matschina | Germania Melina Fischer Moritz Jäger / Valentin Steudte Timon Grancagnolo Elisa-Marie Storch / Pauline Patz   |